# 삼성 갤럭시 점프4
삼성 갤럭시 점프4(삼성 갤럭시 M36 5G)는 삼성전자가 2025년 6월에 공개한 안드로이드 스마트폰이다. 대한민국에서는 KT 단독으로 출시되었다.